# Петалума (Калифорнија)
Петалума (енгл. Petaluma) град је у америчкој савезној држави Калифорнија. По попису становништва из 2010. у њему је живело 57.941 становника.

## Демографија
Према попису становништва из 2010. у граду је живело 57.941 становника, што је 3.393 (6,2%) становника више него 2000. године.
| Група             | 2000.          | 2010.          |
| Белци             | 41.996 (77,0%) | 40.226 (69,4%) |
| Афроамериканци    | 632 (1,2%)     | 801 (1,4%)     |
| Азијати           | 2.135 (3,9%)   | 2.607 (4,5%)   |
| Хиспаноамериканци | 7.985 (14,6%)  | 12.453 (21,5%) |
| Укупно            | 54.548         | 57.941         |